# Peter Andrew Comensoli
Peter Andrew Comensoli (Bulli, 25 marzo 1964) è un arcivescovo cattolico australiano, dal 29 giugno 2018 arcivescovo metropolita di Melbourne.

## Biografia
Peter Andrew Comensoli è nato a Bulli, un sobborgo di Wollongong, il 25 marzo 1964. È il quarto e ultimo figlio di Mick e Margaret Comensoli. Ha ricevuto tutti i sacramenti dell'iniziazione cristiana nella chiesa di San Giovanni Maria Vianney a Fairy Meadow.

### Formazione e ministero sacerdotale
Ha compiuto gli studi primari nella scuola "San Giovanni Maria Vianney" delle Suore del Buon Samaritano dell'Ordine di San Benedetto e quelli secondari al St Paul's (oggi Holy Spirit) College di Bellambi dei padri maristi. Ha frequentato i corsi di commercio all'Università di Wollongong e poi all'Università del New England ad Armidale dal 1982 al 1985. Contemporaneamente ha lavorato nel settore bancario.
Ha compiuto gli studi per il sacerdozio nel seminario di St Patrick's College a Manly dal 1986 al 1992.
Il 22 maggio 1992 è stato ordinato presbitero per la diocesi di Wollongong nella chiesa di San Giovanni Maria Vianney a Fairy Meadow da monsignor William Edward Murray. In seguito è stato vicario parrocchiale a Unanderra nel 1992, vicario parrocchiale della cattedrale di Wollongong e cappellano del locale ospedale dal 1992 al 1995, amministratore parrocchiale di Shellharbour dal 1995 al 1996 e vicario parrocchiale di Rosemeadow dal 1997 al 1998. Ha compiuto gli studi per la licenza in teologia morale all'Accademia alfonsiana a Roma dal 1998 al 2000. Tornato di nuovo in diocesi, è stato vicario parrocchiale a West Wollongong nel 2000, cancelliere e notaio diocesano dal 2000 al 2006 e, contestualmente, amministratore parrocchiale di Berkeley nel 2001, di Port Kembla nel 2003 e di Corrimal dal 2003 al 2006. Di nuovo si è dedicato allo studio in Scozia per un Master's of Letters in filosofia all'Università di St. Andrews dal 2006 al 2007, seguito dal dottorato in filosofia morale all'Università di Edimburgo dal 2007 al 2010. È diventato poi professore al Catholic Institute di Sydney, membro del consiglio presbiterale e membro del comitato per le donne della Conferenza dei vescovi cattolici australiani.

### Ministero episcopale
Il 20 aprile 2011 papa Benedetto XVI lo ha nominato vescovo ausiliare di Sydney e titolare di Tigisi di Numidia. Ha ricevuto l'ordinazione episcopale nella cattedrale di Santa Maria a Sydney dal cardinale George Pell, arcivescovo metropolita di Sydney, co-consacranti l'arcivescovo metropolita di Adelaide Philip Edward Wilson e il vescovo di Wollongong Peter William Ingham. All'epoca era il più giovane vescovo del paese. Allo stesso tempo è stato vicario episcopale per la vita, il matrimonio e la famiglia, presidente del Consiglio scolastico arcidiocesano di Sydney e parroco della parrocchia di Nostra Signora Stella del Mare a Watsons Bay.
Nell'ottobre del 2011 ha compiuto la visita ad limina.
Il 26 febbraio 2014 papa Francesco lo ha nominato amministratore apostolico della stessa sede, vacante dopo il trasferimento a Roma del cardinale George Pell. Ha mantenuto l'incarico fino all'ingresso in diocesi di monsignor Anthony Colin Fisher, il 12 novembre dello stesso anno.
Il 20 novembre 2014 papa Francesco lo ha nominato vescovo di Broken Bay. Ha preso possesso della diocesi il 12 dicembre successivo. L'anno seguente è stato nominato membro del consiglio di amministrazione delle scuole cattoliche del Nuovo Galles del Sud.
Il 29 giugno 2018 papa Francesco lo ha nominato arcivescovo metropolita di Melbourne. Il 22 luglio si è congedato dalla diocesi con una messa di ringraziamento tenutasi nella cattedrale di Nostra Signora del Rosario a Waitara. Ha preso possesso dell'arcidiocesi il 1º agosto.
In seno alla Conferenza dei vescovi cattolici australiani è membro della commissione episcopale per l'evangelizzazione e di quella per la famiglia, la gioventù e la vita. Nel novembre 2018 ha assunto la presidenza della commissione episcopale per la vita, la famiglia e l'impegno pubblico ed è entrato nella commissione episcopale per il Consiglio plenario del 2020.
Ha partecipato alla XV assemblea generale ordinaria del Sinodo dei vescovi che ha avuto luogo nella Città del Vaticano dal 3 al 28 ottobre 2018 sul tema "I giovani, la fede e il discernimento vocazionale".
Nel giugno del 2019 ha compiuto una seconda visita ad limina.

## Genealogia episcopale e successione apostolica
La genealogia episcopale è:
- Cardinale Scipione Rebiba
- Cardinale Giulio Antonio Santori
- Cardinale Girolamo Bernerio, O.P.
- Arcivescovo Galeazzo Sanvitale
- Cardinale Ludovico Ludovisi
- Cardinale Luigi Caetani
- Cardinale Ulderico Carpegna
- Cardinale Paluzzo Paluzzi Altieri degli Albertoni
- Papa Benedetto XIII
- Papa Benedetto XIV
- Papa Clemente XIII
- Cardinale Marcantonio Colonna
- Cardinale Giacinto Sigismondo Gerdil, B.
- Cardinale Giulio Maria della Somaglia
- Cardinale Carlo Odescalchi, S.I.
- Cardinale Costantino Patrizi Naro
- Cardinale Lucido Maria Parocchi
- Cardinale Pietro Respighi
- Cardinale Pietro La Fontaine
- Cardinale Celso Benigno Luigi Costantini
- Cardinale James Robert Knox
- Arcivescovo Thomas Francis Little
- Cardinale George Pell
- Arcivescovo Peter Andrew Comensoli

La successione apostolica è:
- Arcivescovo Shane Anthony Mackinlay (2019)
- Vescovo Gregory Charles Bennet (2020)
- Vescovo Martin Ashe (2021)
- Arcivescovo Anthony John Ireland (2021)
- Vescovo Joachim Thinh Xuan Nguyen (2025)
- Vescovo Rene Ramirez, R.C.I. (2025)

## Araldica
| Stemma | Titolare                                                    | Descrizione |
|        | Peter Andrew Comensoli Arcivescovo metropolita di Melbourne | Monsignor Comensoli ha adottato il proprio stemma nel 2011. Dal 2014 al 2018, come da tradizione nei paesi anglosassoni, lo ha portato impalato con quello della diocesi di Broken Bay. Questa pratica illustra la connessione tra l'uomo e l'ufficio che ricopre. Essa non è tuttavia utilizzata nell'arcidiocesi di Melbourne dove, con la sola eccezione di monsignor Thomas Francis Little, gli arcivescovi portano solamente il loro stemma personale. D'azzurro alla croce abbassata d'oro, caricata nei bracci di 4 stelle (7) di rosso, accompagnata nel primo quarto dalla testa di leone rivoltata d'argento, crinita e lampassata d'oro e nel secondo quarto dalla testa d'unicorno d'argento, crinita e cornata d'oro Ornamenti esteriori da arcivescovo metropolita. Motto: Praedicamus Christum Crucifixum |